# Tümen
Tümen (nebo Tumen) je označení nejsilnější organizované vojenské jednotky mongolských a turkotatarských vojsk 13.-15. století, obvykle o síle 10.000 mužů; ve skutečnosti však jejich počet byl často nižší. 

## Organizace zaČingischána

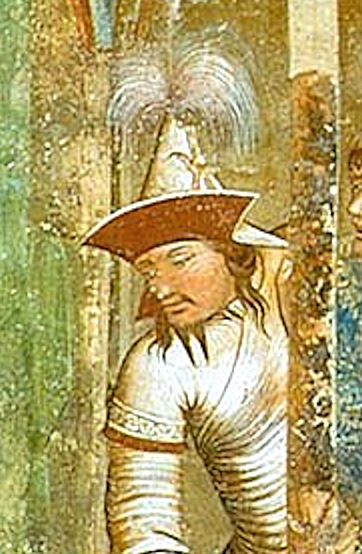
Mongolský velitel tümenu.

Tümen se skládá z menších decimálních jednotek po 1000 (minghan), 100 (yaghun), 10 (arban) vojácích, každá se svým velitelem, jenž infmoroval o úroveň níž. Každý tümen měl svého vrchního velitele tzv. nojona. 
Tümeny měly praktickou velikost - ne příliš malou pro účinné tažení, ani příliš velikou z hlediska přepravy a zásobování. Vojenská strategie byla založena na využití tümenů jako základních prvků, jež umožnilo šok a účinný útok. 
Toto uskupení bylo využíváno především při mongolských výbojích za doby Čingischána a jeho následovníků. Šlo o součást mongolské armády, sestávající nikoli výlučně z Mongolů, ale z příslušníků podrobených národů. 
Tímto názvem byly v Mongolském státě označovány rovněž administrativně-územní jednotky, jejichž obyvatelstvo bylo povinno postavit jednotku o deseti tisících vojínů. 
Předpokládá se, že termín byl poprvé použit v období mongolských výbojů, často se však objevuje v písemných památkách datovaných do období tureckých kaganátů (552—603).

## Název města
Není vyloučeno, že od tohoto výrazu pochází název ruského města Ťumeň.

## Současnost
Tümen je vojenská jednotka dodnes figurující jako součást turecké armády. Sestává z 6.000-10.000 vojáků, jejím velitelem je Tümgeneral (ekvivalentem je generálmajor), u námořnictva pak Tümamiral (ekvivalentem je kontradmirál).